# Natalie Stafford
Natalie Robyn Stafford (Sydney, 8 dicembre 1976) è un'ex cestista australiana naturalizzata britannica.

## Carriera
Con la Gran Bretagna ha disputato i Campionati europei del 2011 e i Giochi olimpici di Londra 2012.